# Feketekávé (Agatha Christie-színdarab)
A Feketekávé (Black Coffee) Agatha Christie 1930-ban bemutatott színdarabja, melyben a belga detektív, Hercule Poirot is szerepel.
A mű ősbemutatója a londoni Embassy Theatre-ben volt 1930 decemberében, majd nem sokkal később hónapokig futott a West Enden is, méghozzá a St. Martin Theatre-ben, ahol azóta 1974-től az Egérfogót játsszák megszakítás nélkül.
Ez Agatha Christie legelső színdarabja, melyet kifejezetten színpadra szánt. Charles Osborne 1998-ban azonos címmel regénnyé adaptálta a művet.
A darabot Magyarországon először a székesfehérvári Vörösmarty Színházban mutatták be 2011. május 20.-án. Az előadást Telihay Péter rendezte, a szöveget Kovács-Choner Péter fordította, a főszerepekben: Quintus Konrád (Hercules Poirot), Buch Tibor (Hastings kapitány), Müller Júlia (Miss Caroline Amory) voltak láthatóak.
2012-ben David Suchet (a "leghíresebb Poirot"), és néhány színésztársa felolvasóestet tartott a színdarabból a Chichester Festival Theatre-ben.

## Szereplők
- Hercule Poirot
- Tredwell
- Lucia Amory
- Miss Caroline Amory
- Richard Amory
- Barbara Amory
- Edward Raynor
- Dr. Carelli
- Sir Claud Amory
- Arthur Hastings kapitány
- Dr. Graham
- Japp felügyelő
- Johnson

## Szinopszis
Ez a kevésbé ismert rejtély sok Agatha Christie rajongó számára is újdonságként hathat: Az 1929-ben írt színdarab Sir Claude Amory fizikusról szól, aki feltalálta egy atombomba receptjét.
Az első felvonásban Sir Claude-t megmérgezik (természetesen a kávéjával), és Hercule Poirot-ot hívják, hogy megoldja az ügyet. A kis belga detektív sok csavar és fordulat árán pontosan így is tesz - ahogy az egy Christie-színdarabtól elvárható.